# HMS St Andrew (1670)
Pour les autres navires du même nom, voir HMS St Andrew et HMS Royal Anne.
Le HMS St Andrew, renommé HMS Royal Anne en 1703, est un vaisseau de ligne de 96 canons lancé en 4 octobre 1670 et en service dans la Royal Navy jusqu'à son démantèlement en 1727.
En 1707, il s'agit du navire amiral de George Byng et il est intégré à la flotte de Cloudesley Shovell. Le navire participe au siège de Toulon et au désastre naval de Sorlingues.